# Luther W. Mott

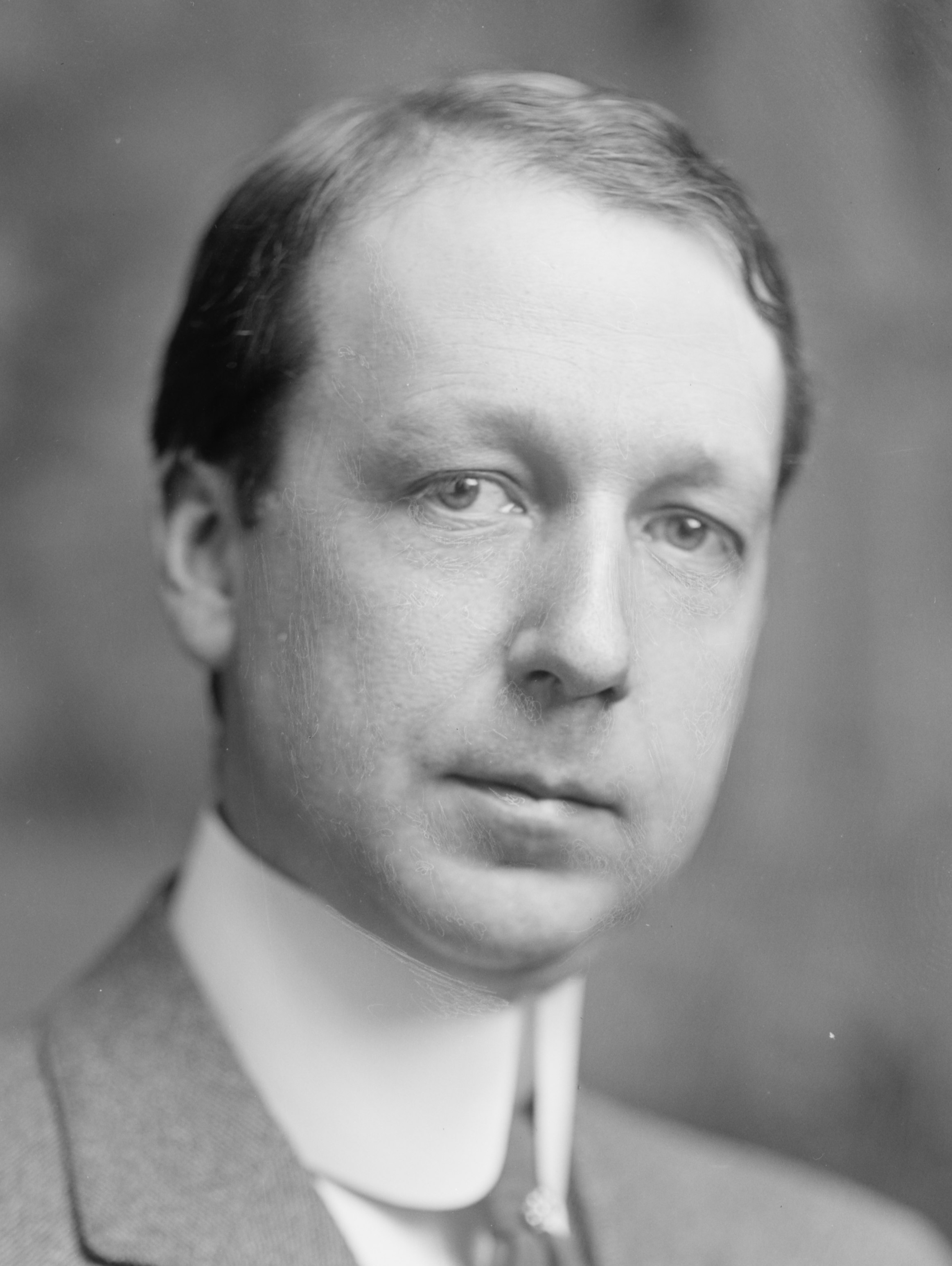
Luther W. Mott

Luther Wright Mott (* 30. November 1874 in Oswego, New York; † 10. Juli 1923 ebenda) war ein US-amerikanischer Politiker. Zwischen 1911 und 1923 vertrat er den Bundesstaat New York im US-Repräsentantenhaus.

## Werdegang
Luther Wright Mott besuchte öffentliche Schulen und graduierte 1896 an der Harvard University. Dann war er in Oswego im Bankwesen tätig. Er wurde 1907 zum State Superintendent of Banks ernannt, trat allerdings nach fünf Arbeitstagen zurück. Politisch gehörte er der Republikanischen Partei an. 1908 nahm er als Delegierter an der Republican National Convention teil. Er war 1910 und 1911 Präsident der New York State Bankers’ Association.
Bei den Kongresswahlen des Jahres 1910 für den 62. Kongress wurde Mott im 28. Wahlbezirk von New York in das US-Repräsentantenhaus in Washington, D.C. gewählt, wo er am 4. März 1911 die Nachfolge von Charles L. Knapp antrat. 1912 kandidierte er im 32. Wahlbezirk von New York für den 63. Kongress. Nach einer erfolgreichen Wahl trat er am 4. März 1913 die Nachfolge von Henry G. Danforth an. Er wurde fünf Mal in Folge wiedergewählt, starb allerdings vor dem Ende seiner letzten Amtszeit am 10. März 1923 in Oswego. Sein Leichnam wurde auf dem Riverside Cemetery beigesetzt.